# جام جهانی بسکتبال ۲۰۲۳
جام جهانی بسکتبال ۲۰۲۳ (به انگلیسی: 2023 FIBA Basketball World Cup) نوزدهمین دورهٔ جام جهانی بسکتبال است که از ۲۵ اوت تا ۱۰ سپتامبر ۲۰۲۳ در کشورهای فیلیپین، ژاپن و اندونزی برگزار می‌شود. این دوره از مسابقات دومین دوره‌ای است که با حضور ۳۲ تیم برگزار می‌شود.
این مسابقات اولین دوره از جام جهانی بسکتبال است که در اندونزی میزبانی می‌شود و دومین دورهٔ جام جهانی است که در فیلیپین و ژاپن میزبانی می‌شود. همچنین این نخستین دورهٔ جام جهانی است که به‌طور مشترک در ۳ کشور برگزار می‌شود. قطر میزبان مسابقات آتی در سال ۲۰۲۷ است. این برای اولین بار در تاریخ مسابقات است که یک کشور میزبان جواز حضور در مسابقات را کسب نکرده است.
آلمان  در این مسابقات بدون شکست و با شکست صربستان ۸۳-۷۷ در فینال اولین عنوان خود را کسب کرد. این اولین حضور آلمان در فینال جام جهانی بود، در حالی که برای صربستان این دومین بار در سه دوره بود که در فینال ۲۰۱۴ حضور داشت. کانادا پس از شکست ۱۲۷ بر ۱۱۸ آمریکا ، مدال برنز را به دست آورد ، این اولین مدال خود در تاریخ جام جهانی است.
همچنین این مسابقات به عنوان بازی‌های مقدماتی برای المپیک تابستانی ۲۰۲۴ انجام می‌شود، که در آن دو تیم برتر از قاره‌های آمریکا و اروپا و یک تیم برتر از قاره‌های آفریقا، آسیا و اقیانوسیه به همراه تیم فرانسه (میزبان المپیک) جواز حضور در رقابت‌های المپیک را کسب خواهند کرد.
اسپانیا مدافع عنوان قهرمانی، در دور دوم مغلوب لتونی و کانادا شد و تنها در مکان نهم ایستاد. این اولین باری است که اسپانیا از سال ۱۹۹۴ در مرحله یک چهارم نهایی جام جهانی غایب است.

## مراسم افتتاحیه
مراسم افتتاحیهٔ اصلی در روز جمعه، ۲۵ اوت ۲۰۲۳ در فیلیپین برگزار شد.

## بازی‌های تدارکاتی
مسابقات بین‌المللی بسکتبال آکروپولیس، تیم‌های ملی صربستان، یونان و ایتالیا از ۸ تا ۱۰ اوت در شهر آتن برگزار خواهد شد.

#### سوپرکاپ بسکتبال
در ۱۲ و ۱۳ اوت ۲۰۲۳، کانادا، چین، آلمان، و نیوزیلند در سی و چهارمین دوره مسابقات در هامبورگ شرکت خواهد کرد.

### مسابقات چین
از ۲ تا ۶ اوت، مسابقات بین‌المللی بسکتبال هیوان WUS در هیوان در استان گوانگدونگ با تیم‌های ملی ایران، فیلیپین و سنگال برگزار می‌شود. در شهر شنژن از ۲۰ تا ۲۱ اوت میزبان جام همبستگی فیبا با حضور برزیل، چین، ایتالیا، نیوزیلند، و صربستان برگزار خواهد شد.

#### تور تابستانی فرانسه
در ۲۶ فوریه ۲۰۲۳، فرانسه اعلام کرد که فرانسه در بازی‌های مشارکتی مختلف از ژوئیه تا اوت در آستانه جام جهانی – مقابل تیم ملی شرکت خواهد کرد. تیم‌های تونس، آرژانتین، لیتوانی، مونته‌نگرو، و ونزوئلا برگزار می‌شود.

#### بازی‌های ژاپن
ژاپن دو بازی با چین تایپه از ۸ تا ۹ ژوئیه در هاماماتسو و دو بازی با نیوزیلند انجام خواهد داد. تیم بسکتبال نیوزیلند در ۲ و ۴ اوت برگزار می‌شود. یک تورنمنت تدارکاتی چهار کشور با حضور آنگولا، فرانسه، ژاپن و اسلوونی در شهر توکیو از ۱۵ تا ۱۹ اوت برگزار می‌شود.

#### بومرها در مقابل جهان
استرالیا در ۱۹ مه ۲۰۲۳ اعلام کرد که از ۱۴ تا ۱۷ اوت، یک تورنمنت چهار کشوری با حضور استرالیا، برزیل، سودان جنوبی و ونزوئلا، در ملبورن برگزار خواهند شد.

#### مسابقات اسپانیا
در جشن صدمین سالگرد تأسیس اسپانیا، دو تورنمنت در شهرهای مالاگا و گرانادا اسپانیا میزبانی خواهد شد. اسپانیا در هر دو تورنمنت بازی خواهد کرد. اولین تورنمنت در مالاگا از ۱۱ تا ۱۳ اوت با ایالات متحده و اسلوونی برگزار می‌شود، در حالی که تورنمنت دوم در گرانادا از ۱۷ تا ۱۹ اوت با آرژانتین و کانادا برگزار می‌شود.

#### جام تالار شهر تفلیس
گرجستان، ایران، اردن و مونته‌نگرو برگزار خواهند شد. شرکت در مسابقات از ۱۲ تا ۱۳ اوت در تفلیس برگزار می‌شود.

#### جام ترنتینو
در ۷ ژوئن ۲۰۲۳، ایتالیا اعلام کرد که بازی‌های تدارکاتی با حضور کیپ ورد، چین، ایتالیا، و ترکیه از ۴ تا ۵ اوت در ترنتو برگزار می‌شود. همچنین به عنوان یک بازی گرم‌آپ برای ترکیه در آماده‌سازی عمل خواهد کرد. برای مسابقات مقدماتی مقدماتی المپیک مردان فیبا ۲۰۲۴، که میزبان یکی از دو تورنمنت اروپایی خواهند بود.

#### نمایشگاه بسکتبال آمریکا در ابوظبی
در یک کنفرانس مطبوعاتی در برلین در ۸ مارس ۲۰۲۳، ایالات متحده همکاری با اداره فرهنگ و گردشگری ابوظبی را اعلام کرد، که در آن اتحادیه متحده ایالات متحده از ۱۸ تا ۲۰ اوت در ابوظبی، امارات متحده عربی، با تیم‌های ملی آلمان و یونان روبرو خواهند شد.
؛ بازی‌های دیگر
انتظار می‌رود که بازی‌های نمایشگاهی به عنوان گرم‌آپ برای جام جهانی برگزار شود.
اسلوونی و یونان در دو بازی در روزهای ۲ و ۴ اوت به ترتیب در لیوبلیانا و آتن به مصاف هم خواهند رفت. دو بار در بازی‌های دوستانه به مصاف جانیس خواهد رفت. اسپانیا و ونزوئلا نیز یک بازی دوستانه در تاریخ ۴ اوت در مادرید برگزار خواهند کرد. آلمان و کانادا در ۹ اوت در برلین بازی خواهند کرد.
چندین تیم همچنین در کشورهای مختلف کمپ‌های تمرینی برپا کرده‌اند، از جمله فیلیپین میزبان مشترک، که در ژوئن ۲۰۲۳ یک اردوی آموزشی در استونی و لیتوانی برگزار کرد، جایی که آنها بازی‌هایی را با فنلاند، استونی و اوکراین انجام دادند.

## تیم‌های حاضر

### آفریقا(۵ تیم)
- آنگولا (۴۱)
- کیپ ورد (۶۴) (نخستین دوره)
- مصر (۵۵)
- ساحل عاج (۴۲)
- سودان جنوبی (۶۲) (نخستین دوره)

### قاره آمریکا(۷ تیم)
- برزیل (۱۳)
- دومینیکن (۲۳)
- مکزیک (۳۱)
- پورتوریکو (۲۰)
- ایالات متحده آمریکا (۲)
- ونزوئلا (۱۷)

### آسیا(۸ تیم)
- استرالیا (۳)
- چین (۲۷)
- ایران (۲۲)
- ژاپن (۳۶) (میزبان مشترک)
- اردن (۳۳)
- لبنان (۴۳)
- نیوزیلند (۲۶)
- فیلیپین (۴۰) (میزبان مشترک)

### اروپا(۱۲ تیم)
- فنلاند (۲۴)
- فرانسه (۵)
- گرجستان (۳۲) (نخستین دوره)
- آلمان (۱۱)
- یونان (۹)
- ایتالیا (۱۰)
- لتونی (۲۹) (نخستین دوره)
- لیتوانی (۸)
- مونته‌نگرو (۱۸)
- صربستان (۶)
- اسلوونی (۷)
- اسپانیا (۱)

*اعداد داخل پرانتز، به رنکینگ جهانی تیم‌ها اشاره دارد.

## مکان ها
| فیلیپین          | فیلیپین          | فیلیپین            |
| Philippine Arena | Araneta Coliseum | Mall of Asia Arena |
| گنجایش: ۵۵۰۰۰    | گنجایش: ۱۵۰۰۰    | گنجایش: ۱۶۵۰۰      |
| اندونزی          | ژاپن             |                    |
| Indonesia Arena  | Okinawa Arena    |                    |
| گنجایش: ۱۶۰۰۰    | گنجایش: ۱۰۰۰۰    |                    |
| ---------------- | ---------------- | ------------------ |

## مرحله حذفی
|  | یک‌چهارم‌نهایی‌ها      | یک‌چهارم‌نهایی‌ها |                     |     | نیمه‌نهایی‌ها    | نیمه‌نهایی‌ها    |  |  | نهایی | نهایی |
|  |                     |                |                     |     |                |                |  |  |       |       |
|  | ۵ سپتامبر           |                |                     |     |                |                |  |  |       |       |
|  |                     |                |                     |     |                |                |  |  |       |       |
|  | ایتالیا             | ۶۳             |                     |     |                |                |  |  |       |       |
|  | ایتالیا             | ۶۳             | ۸ سپتامبر           |     |                |                |  |  |       |       |
|  | ایالات متحده آمریکا | ۱۰۰            |                     |     |                |                |  |  |       |       |
|  | ایالات متحده آمریکا | ۱۰۰            | ایالات متحده آمریکا | ۱۱۱ |                |                |  |  |       |       |
|  | ۶ سپتامبر           |                | ایالات متحده آمریکا | ۱۱۱ |                |                |  |  |       |       |
|  |                     | آلمان          | ۱۱۳                 |     |                |                |  |  |       |       |
|  | آلمان               | آلمان          | ۱۱۳                 | ۸۱  |                |                |  |  |       |       |
|  | آلمان               |                | ۱۰ سپتامبر          | ۸۱  |                |                |  |  |       |       |
|  | لتونی               | ۷۹             |                     |     |                |                |  |  |       |       |
|  | لتونی               | ۷۹             | آلمان               | ۸۳  |                |                |  |  |       |       |
|  | ۵ سپتامبر           |                | آلمان               | ۸۳  |                |                |  |  |       |       |
|  |                     | صربستان        | ۷۷                  |     |                |                |  |  |       |       |
|  | لیتوانی             | صربستان        | ۷۷                  | ۶۸  |                |                |  |  |       |       |
|  | لیتوانی             | ۸ سپتامبر      |                     | ۶۸  |                |                |  |  |       |       |
|  | صربستان             | ۸۷             |                     |     |                |                |  |  |       |       |
|  | صربستان             | ۸۷             | صربستان             | ۹۵  |                |                |  |  |       |       |
|  | ۶ سپتامبر           |                | صربستان             | ۹۵  |                |                |  |  |       |       |
|  |                     | کانادا         | ۸۶                  |     | بازی مقام سومی | بازی مقام سومی |  |  |       |       |
|  | کانادا              | کانادا         | ۸۶                  | ۱۰۰ | بازی مقام سومی | بازی مقام سومی |  |  |       |       |
|  | کانادا              |                | ۱۰ سپتامبر          | ۱۰۰ |                |                |  |  |       |       |
|  | اسلوونی             | ۸۹             |                     |     |                |                |  |  |       |       |
|  | اسلوونی             | ۸۹             | کانادا              | ۱۲۸ |                |                |  |  |       |       |
|  |                     |                |                     |     |                |                |  |  |       |       |
|  | ایالات متحده آمریکا | ۱۱۷            |                     |     |                |                |  |  |       |       |
|  | ایالات متحده آمریکا | ۱۱۷            |                     |     |                |                |  |  |       |       |

## رده‌بندی
تیم ایران توانست در این مسابقه، از میان ۳۲ تیم شرکت کننده، جایگاه ۳۱ را کسب کند و این بدترین نتیجه در طول تاریخ بسکتبال در ایران بود.

## فینال
۷۷-۸۳